# Delta Green

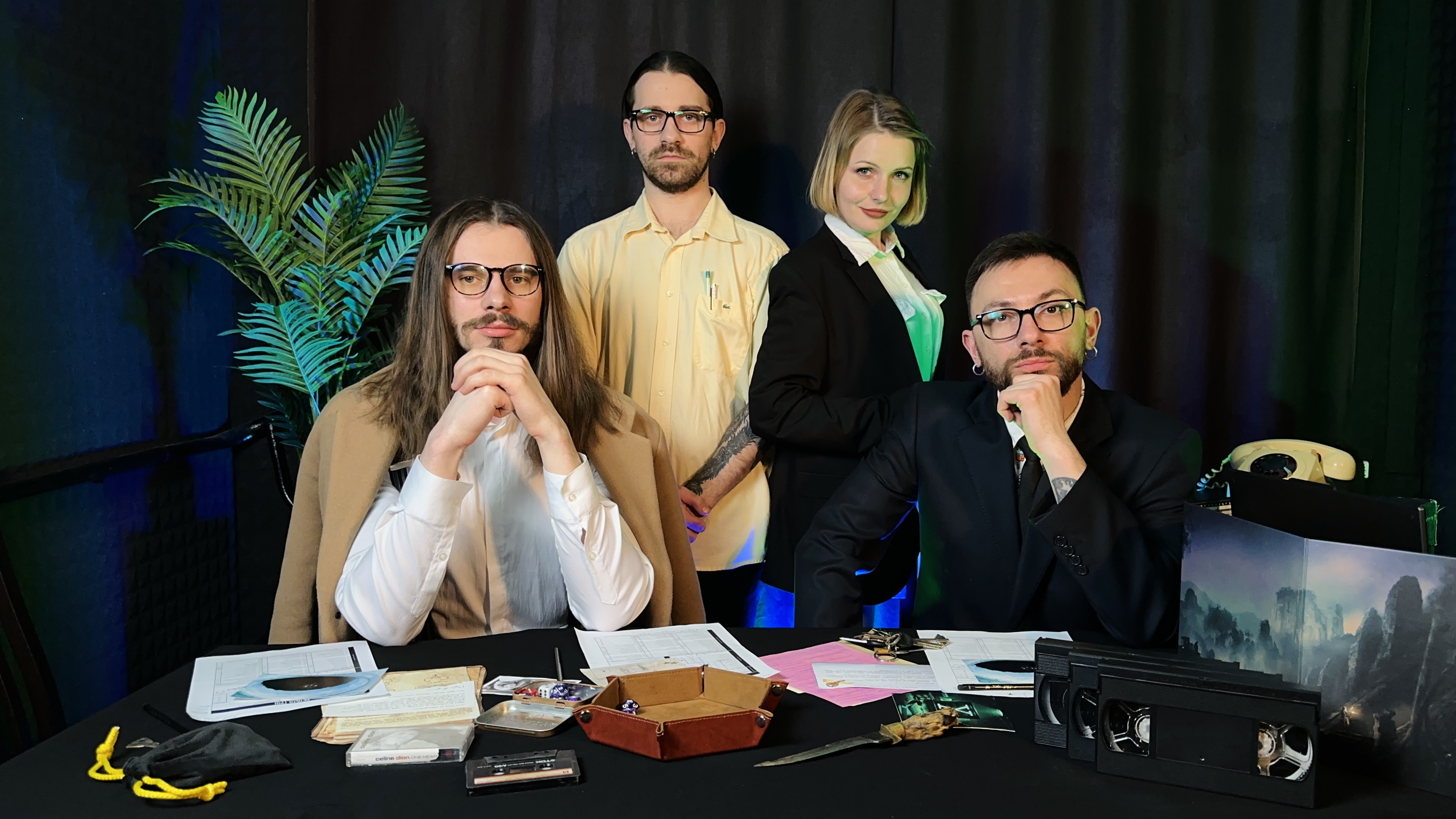
Équipe ukrainienne d'actual play "Myth Hunters" lors d'une session de Delta Green

Delta Green - Horreur Moderne et Conspirations pour l'Appel de Cthulhu est un cadre de campagne contemporain pour le jeu de rôle L'Appel de Cthulhu. Il a été créé par Adam Scott Glancy, Dennis Detwiller et John Tynes et publié par Pagan Publishing aux États-Unis. Il a été tout d'abord publié en français par les éditions Jeux Descartes, puis par les éditions Sans-Détour jusqu'à leur faillite en 2020. Aujourd'hui, la gamme n'est plus éditée en français dans sa première édition.
Les joueurs y incarnent des membres des agences américaines confrontés aux horreurs du Mythe, et qui se regroupent dans une société secrète nommée Delta Green. Le jeu se situe à l'époque contemporaine, avec une ambiance de conspiration qui n'est pas sans rappeler la série X-Files : Aux frontières du réel. Le jeu présente plusieurs complots qui pourront s'opposer aux joueurs, ainsi qu'une adaptation de certaines créatures du Mythe au monde des années 1990.
En 2018, l'éditeur américain Arc Dream Publishing (en) publie une seconde édition du jeu qui se démarque de L'Appel de Cthulhu de Chaosium. Elle sera éditée en français par les éditions Akileos, en 2025.

## Éditions

### Première édition
Une première ébauche de cette organisation est décrite dans le numéro 7 du fanzine the Unspeakable Oath paru à l'automne 1992. John Tynes indique que ce cadre de campagne a commencé à être ébauché durant l'été 1992 : lui-même est à l'origine de l'idée d'investigateurs faisant partie d'une organisation gouvernementale visant à dissimuler l'existence du Mythe. Adam Scott Glancy, après un rejet de publication de la part de GDW d'un article sur un thème similaire, développe la Karotechia et SaucerWatch, et Dennis Detwiller apporte ses idées sur l'implication des Mi-Go (en) et la Destinée,. Ce développement aboutit à l'édition originale de Delta Green en janvier 1997.
En 1997 commence la publication d'une série d'ouvrages à petits tirages vendus par correspondance ou lors des Gen Con, ajoutant du matériel décrit dans le livre de base : la série des Eyes Only : Machination of the Migo et The Fate.
En janvier 1999, un supplément des mêmes auteurs intitulé Delta Green : Countdown est publié par Pagan Publishing.
En 2000 est publié le troisième tome des Eyes Only : Project Rainbow. À la différence des deux tomes précédents de cette mini-série, celui-ci développe un événement original qui n'est pas dans la continuité directe des organisations présentées dans le livre de base.
Plus aucune parution n'est réalisée avant mars 2007, date à laquelle Delta Green est réédité dans sa version d'origine adaptée au système D20. En novembre 2007, les trois suppléments Eyes Only sont également réédités en un livre unique augmenté de différents suppléments.
Le premier matériel original pour Delta Green depuis 2000 sort finalement à l'été 2010 : il s'agit du supplément Targets of Opportunity détaillant de nouveaux adversaires pour Delta Green, ainsi que le culte de la transcendance qui devait être à l'origine publié dans un supplément dédié.

### Seconde édition
L'éditeur Arc Dream Publishing, fondé entre autres par Dennis Detwiller, un des auteurs du cadre d'origine, publie la seconde édition du jeu en 2018. Se démarquant de L'Appel de Cthulhu et constituant maintenant un jeu autonome, elle connaît de nombreux suppléments.

## Thèmes
Dans son introduction à Delta Green, John Tynes explique que Delta Green traduit, par rapport à l'Appel de Cthulhu, un changement dans la source de l'horreur contemporaine : au lieu de trouver pour source une menace étrangère et monstrueuse, l'horreur contemporaine de Delta Green a pour origine l'être humain, le gouvernement et la société humaine.
Il ajoute par ailleurs que l'investigateur incarné dans Delta Green fait preuve d'une forme particulière d'héroïsme, seul face au Mythe et aux institutions légales représentées par Majestic 12, comparant cet investigateur au cowboy américain.

## Récompenses
Delta Green obtient en 1998 l'Origins Award dans la catégorie meilleur supplément de jeu de rôle de l'année 1997. Countdown obtient ce même prix en 2000 pour l'année 1999, et la nouvelle Rules of Engagement celui de meilleure nouvelle en lien avec un jeu cette même année. En 2008, Eyes Only est finaliste dans la catégorie meilleur supplément de jeu de rôle de l'année 2007. En août 2011, Targets of Opportunity remporte la seconde place aux ENnie Awards dans la catégorie Best Writing and Best Adventure.

## Traductions françaises

### Première édition
La première traduction française de Delta Green est publiée en mai 1999 par la société Jeux Descartes.
La licence Delta Green est reprise en 2010 par la société Sans-Détour. Une traduction augmentée et bénéficiant d'une nouvelle mise en page et de nouvelles illustrations est publiée en 2011.
Voici les produits qui étaient disponibles chez les défuntes Éditions Sans-Détour :
- Delta Green : Livre de Base
- Delta Green : L'écran
- Delta Green : Countdown
- Delta Green : Eyes Only
- Delta Green : Targets of Opportunity

Ces éditions présentent de légères différences par rapport à l'édition d'origine. L'historique relatant le rôle des services secrets est brièvement remis à jour, ainsi que celui de l'organisation Delta Green. L'écran, création française originale, est accompagné d'un écran de création originale également.

### Seconde édition
En 2024, les éditions Akileos annoncent la publication d'une édition française de la version d'Arc Dream Publishing, via une campagne de financement participatif qui débute en novembre de cette même année.

## Sociétés secrètes
Différentes organisations sont présentées : Delta Green, Majestic 12, Karotechia, SaucerWatch et la Destinée.
- Delta Green est une agence gouvernementale semi-officielle américaine constituée après la seconde guerre mondiale afin de lutter contre les manifestations du Mythe dans notre monde. Elle fut officiellement dissoute dans les années 1970 et opère dans l'illégalité et la clandestinité depuis à l'insu des instances officielles.
- Majestic 12 est une agence gouvernementale semi-officielle américaine constituée pour gérer les contacts avec les extraterrestres de type Gris. Ils sont des concurrents de Delta Green.
- La Karotechia est une organisation nazie qui a survécu depuis la fin de la seconde guerre mondiale, et qui continue à tenter d'établir des accords avec les créatures du Mythe. Située en Argentine, elle coordonne l'action de groupuscules d'extrême droite à travers le monde[12]. Il s'agit d'un adversaire de Delta Green. Ses trois membres sont d'anciens membres de la Société Thulé ayant fui l'Allemagne lors de la chute du troisième Reich, et ayant acquis l'immortalité par différents procédés (sorcellerie, changement en goule ou conservation chimique selon le procédé décrit dans Air Froid, nouvelle de Lovecraft)[13]. La description du fonctionnement de l'organisation emprunte notamment certains éléments à L'Échiquier du mal de Dan Simmons et à l'organisation SS présumée fictive ODESSA. La complexité et la richesse du mode de fonctionnement et de l'histoire de Karotechia ont fait que les éditeurs ont sorti un supplément exclusivement dédié à la Karotechia.
- SaucerWatch est un groupe ufologique (quelque peu évocateur du National Investigations Committee On Aerial Phenomena) qui peuvent être amené à être des amis ou des ennemis de Delta Green dans leurs investigations impliquant des Gris.
- Enfin, la Destinée est un groupe contemporain de cultistes, basé à New York et trempant dans le crime organisé.

Le supplément Countdown introduit également plusieurs nouveaux groupes, en majorité hostiles aux buts de Delta Green :
- Pisces, un groupe issu des expériences du MI-7 britannique sur les psioniques, en relation avec les Shaans ;
- L'armée du 3e œil, un groupuscule clandestin de victimes des Shaans en lutte contre leurs anciens "occupants" ;
- le groupe Outlook, des psychiatres cinglés menant des expériences pour le compte de Majestic 12 ;
- Phénomène X, une équipe de télévision spécialisée dans le paranormal ;
- Tiger Transit, une ancienne société écran de la CIA trafiquant une drogue magique avec les Tchos Tchos, future bombe à retardement ;
- GRU SV-8, le pendant soviétique de Delta Green ;
- les Skopsi, une sinistre secte d'origine russe, vouée à Shubb-Niggurath.

## Livres
Différents romans et recueils de nouvelles ont été publiés en anglais dans l'univers de Delta Green. Ceux-ci font évoluer progressivement le contexte du jeu, avec par exemple la mort d'un des membres de la cellule A (The Rules of Engagement), la trahison d'un membre de Delta Green sous l'emprise de Nyarlathotep (Dark Theaters) ou l'arrivée d'un des membres de Majestic 12 dans l'organisation (Throught a Glass, Darkly).